# 北乃綺
北乃綺（1991年3月15日—）是日本女性演員、女歌手，神奈川縣橫須賀市出身，所屬經紀公司為FOSTER plus。本名不公開。

## 簡歷
在透過為青少年雜誌Hanachu（主婦之友社）首次當模特兒後，北乃獲得了Miss Magazine 2005 Grand Prix的獎項。她也是藝能人女子Futsal團隊「Miss Magazine」成員之一。

## 瑣事
- 北乃在獲頒發Miss Magazine 2005的Grand Prix獎時只有14歲，為Miss Magazine歷來最年輕、首位在平成年代出生的得獎者。此外，從同年10月開始，她與其他Grand Prix得獎者一樣，按慣例自動獲得在電視節目「開運音樂堂」中演出的機會。
- 北乃的名字——「（Kii）」，不論個人資料或出席海外電影首映會官方均拼寫成「Kie」[2]。
- 曾在台灣住1個月，也常到台灣旅行，正學習中文並參加NHK《看電視學中文》節目。

## 演出作品

### 電視劇
- 戀愛的星期天（第2輯，第16集「夏之記憶」）（BS-i、2005年）飾演 橋本美夏（首次主演）
- SHORTFILM道「東京少女」（第1集「東京變身少女」）（東京廣播公司、2006年）飾演 花
- 晨間小說連續劇 純情閃耀（日本放送協會、2006年）飾演 有森笛子（少女時代）
- 14歲的母親（日本電視台、2006年）飾演 久保田惠
- Life（富士電視台、2007年）飾演 椎葉步（主演）
- （中京電視台、2007年）飾演 佐藤愛（主演）
- （中京電視台、2008年3月20日）（旁述）
- 世界奇妙物語 08春之特別篇「透明的一天」（富士電視台、2008年4月2日）飾演 下山純子（主演）
- 太陽與海的教室（富士電視台、2008年）飾演 白崎凛久
- 急症群英（第4季）（富士電視台、2009年）飾演 鴨居千夏
- 第八日的蟬（日本放送協會、2010年）飾演 秋山惠理菜（薰）
- （第3夜）（富士電視台、2010年3月3日）飾演 前嶋由梨香（主演）
- （第2、4集）（WOWOW、2010年4月）（主演）
- （日本放送協會、2010年8月18日）
- 流星（富士電視台、2010年）飾演 岡田瑪莉亞
- 廁所的神明（每日放送、2011年1月5日）飾演 植村花菜（成長後）（主演）
- school!!（富士電視台、2011年）飾演 武市佳乃子
- Unfair the special〜Double Meaning 雙重定義〜（關西電視台、2011年9月23日）飾演 望月陽（主演）
- （日本電視台、2012年）飾演 岸谷葵
- （第5集）（TBS電視台、2012年11月12日）飾演 平井步夢
- 週五Prestige特別企劃 惡黨（富士電視台、2012年11月30日）飾演
- （NHK BS Premium、2013年）飾演 （主演）
- Unfair the special〜Double Meaning Yes or No?〜（關西電視台、2013年3月1日）飾演 望月陽（主演）
- 海上診療所（第6集）（富士電視台、2013年）飾演 岡崎泉
- 松本清張Drama Special 三億圓事件（朝日電視台、2014年1月19日）飾演
- 家政婦的見證（2014年版）（朝日電視台、2014年3月2日）飾演 中村朱實
- 終戰紀念特備劇 （富士電視台、2014年8月15日）飾演 小鈴
- 真實的恐怖故事 15周年特備劇「犯人是誰」（富士電視台、2014年8月16日）飾演 熊谷美咲
- Unfair the special〜Double Meaning 連鎖〜（關西電視台、2015年9月15日）飾演 望月陽（主演）
- Crossroad（NHK BS Premium、2016年）飾演 板垣泉
- 電視劇W（日语：ドラマW） 社長室之冬 -獲得巨大新聞社的男人-（日语：社長室の冬 -巨大新聞社を獲る男-）（WOWOW、2017年）飾演 高鳥亞都子
- （BS SKY PerfecTV!（日语：BSスカパー!）、2017年10月22日）飾演 （主演）
- 連續電視小說 夏空（日本放送協會、2019年）飾演 阿川砂良→柴田砂良
- Drama Special Agatha Christie「預告殺人（日语：予告殺人）」（朝日電視台、2019年4月14日）飾演 立花詩織
- BS-TBS開台20周年記念劇 伴走者（BS-TBS、2020年3月15日）飾演 高倉真希
- 未解決之女 警視廳文書搜查官（日语：警視庁文書捜査官）（第2季）（第6集、大結局）（朝日電視台、2020年）飾演 杉山貴子
- 刑警After5（日语：刑事アフター5）（朝日電視台、2020年）飾演 增川琴美
- 你不是犯人（日语：青春高校3年C組）（東京電視台、2021年[6]）飾演 泉
- 剣樹抄〜光圀公と俺〜（日语：剣樹抄）（NHK BS Premium、2021年）
- （TOKYO MX、2022年）飾演 （主演）
- 惡女（2022年電視劇版）（第7集）（日本電視台、2022年）飾演 根津綠
- シネコンへ行こう!（日语：シネコンへ行こう!）（BS松竹東急、2022年）飾演 中塚香織
- 5分後に意外な結末（日语：5分後に意外な結末） 第1週「呪いの指輪」（讀賣電視台、日本電視台、2022年9月22日）飾演 青木薰
- （東京電視台、2022年12月31日）飾演 小林真奈
- 勝利的法庭式（日语：勝利の法廷式）（讀賣電視台、日本電視台、2023年4月13日 - ）飾演 早乙女花
- 育休刑警（NHK綜合頻道、NHK BS4K、2023年4月18日 - 6月20日）飾演 秋月沙樹
- 解謊偵探少女（第4、5集）（富士電視台、2024年）飾演 端崎雅
- 熊本電視台紀錄劇 （熊本電視台、2025年1月19日）飾演 夏目鏡子（日语：夏目鏡子）
- 鬼平犯科帳 老盜之夢（日语：鬼平犯科帳 (十代目松本幸四郎)）（時代劇專門頻道（日语：時代劇専門チャンネル）、2025年2月8日）飾演
- （NHK綜合頻道、2025年）飾演

### 其他電視節目
- IDOL道（富士電視台721、2004年10月 - 2005年3月）
- 開運音樂堂（TBS，2005年 - 2006年）
- ENTAME CATCH（TBS，2005年）
- （資訊綜藝節目）（關西電視台、2005年）
- （富士電視台、2007年6月29日）
- （富士電視台、2007年6月29日）
- 腦內保健 IQ補給（富士電視台、2007年6月30日、9月15日）
- 中居正廣的（生）Super Drama Festival 2007仲夏的明星保齡球（富士電視台、2007年7月2日）
- （綜藝節目）（富士電視台、2007年8月23日）
- UCHISUTA（富士電視台、2007年9月）
- （富士電視台、2007年9月10日）
- （富士電視台、2007年9月15日）
- （BS富士、2007年12月7日 - ）
- MERINGUE的心情（日本電視台、2008年3月15日）
- 新堂本兄弟（富士電視台、2008年7月13日）
- （富士電視台、2008年7月30日）
- NEP LEAGUE（富士電視台、2008年9月22日）
- 天才！志村動物園（日本電視台、2010年5月15日 - 8月14日）

### 電影
- （2006年）飾演
- 幸福的餐桌（幸福な食卓）（2007年、松竹）飾演中原佐和子（首套主演電影）
- SPEED MASTER（2007年8月25日公映）飾演（主演）
- POSTMAN（2008年3月22日公映）飾演
- 鬼太郎之千年詛咒之歌（2008年7月12日公映）飾演比良本楓
- Love Fight（2008年11月15日公映）飾演西村亞紀（主演）
- 在愛之中（2009年2月公映）飾演（主演）
- 劇場版寵物小精靈 鑽石&珍珠 Arceus 前往超克之時空（2009年7月18日公映、東寶映畫）聲演Sheena
- Bandage（2010年1月16日公映）飾演
- 武士道SIXTEEN（2010年4月24日公映、GO CINEMA）飾演西荻早苗（主演）
- Love Come（2010年9月25日公映）飾演永峰涼子
- 小小車布歷險記（2010年版）（2010年12月18日公映）聲演瑪莎
- 狗狗心事2（2011年1月22日公映）飾演奈津子
- （2012年公映）
- 兒童警察（2013年3月20日公映）飾演繪里子
- （2013年7月20日公映）飾演門田清水（主演）
- （2013年8月24日公映）飾演高原奈都美（主演）
- 橫濱物語（2013年11月16日公映）飾演松浦七海（主演）
- 我的朋友很少（2014年2月1日公映）飾演三日月夜空（主演）
- （2014年10月11日公映）飾演美咲
- TAP THE LAST SHOW（日语：TAP THE LAST SHOW）（2017年6月17日公映）飾演森華
- （2023年11月3日公映）飾演（主演）
- （2024年9月27日先行公映）飾演結衣（主演）（與本鄉奏多共同主演）

### 電台節目
- SEGAlink廣播劇（2005年）客串演出。
- TOWN CROSSING（FMPORT、2007年1月29日）客串演出。
- SCHOOL OF LOCK!（FM東京）
  - 2007年12月17日、2009年2月18日（客串演出）。
  - 2009年2月23日 - 2010年12月（GIRLS LOCKS!第4週常規演出、報章學會會長）。
  - 2011年1月 - 2012年3月15日（GIRLS LOCKS!第2週常規演出、報章學會會長）。
- NHK廣播劇
  - （NHK-FM頻率、2019年6月22日（首播）；NHK廣播第1頻率、2020年5月4日（重播））聲演（主演）。
  - （NHK-FM頻率、2021年9月25日）聲演（主演）。
- NHK-FM 朗讀的世界 朗讀演出[7]。
  - 吉本芭娜娜 「廚房」（1） - （30）
    - 「廚房（日语：キッチン (小説)）」（第1至9集）（2024年9月16日 - 26日）
    - 「滿月-廚房2」（第1至14集）（2024年9月26日 - 10月15日）
    - 「Moonlight Shadow（日语：ムーンライト・シャドウ (吉本ばなな)）」（第1至8集）（2024年10月16日 - 25日）

### 舞台劇
- 雪之丞一座〜參上公演（日语：森雪之丞） ROCK☆OPERA「Psychedelic Pain」（Sunshine劇場（日语：サンシャイン劇場）、森之宮Piloti Hall（日语：森ノ宮ピロティホール）、2012年8月22日 - 9月24日）飾演蘇菲
- 玩偶之家（東京藝術劇場Theatre West、2018年5月14日 - 20日）飾演（主演）
- （墨田Park Studio倉（すみだパークスタジオ倉）、2018年7月5日 - 16日）（主演）
- / PICTURES OF YOUR TRUE LOVE（世田谷Public Theater（日语：世田谷パブリックシアター）、Theater Tram（日语：シアタートラム）、2018年12月8日 - 9日）飾演（主演）
- 音樂劇 （TBS赤坂ACT Theater（日语：TBS赤坂ACTシアター）、2019年4月1日 - 14日；梅田藝術劇場主劇場、2019年4月22日 - 28日）飾演真由（女主角）
- 夢斷城西（IHI Stage Around東京（日语：IHIステージアラウンド東京）、2019年11月6日 - 2020年1月13日）飾演瑪麗亞（女主角；與笹本玲奈（日语：笹本玲奈）飾演同一角色）
- 朗讀劇 青空（俳優座劇場、2020年1月31日）聲演麥（柴犬）
- 仲夏夜之夢（東京藝術劇場Play House、2020年10月15日 - 11月1日；新潟市民藝術文化會館（日语：新潟市民芸術文化会館）劇場、2020年11月8日；松本市民藝術館（日语：まつもと市民芸術館）主Hall、2020年11月15日；兵庫縣立藝術文化中心（日语：兵庫県立芸術文化センター）阪急中Hall、2020年11月20日 - 22日；札幌市教育文化會館（日语：札幌市教育文化会館）大Hall、2020年11月27日；EZUKO HALL（仙南藝術文化中心）大Hall、2020年12月5日）飾演
- Revolver（PARCO劇場、2021年7月10日 - 8月1日；東大阪市文化創造館（日语：東大阪市文化創造館）Dream House大Hall、2021年8月6日 - 15日）飾演冴

### 電視廣告
- Acecook 粉絲「早餐篇」、「低卡路里篇」（2005年）
- 講談社 週刊少年Magazine「約會篇、情信篇、棒球學會篇」（2005年）
- 學校法人北海學園「北海商科大學」（2005年）
- 住友信託銀行「Consulting篇」（2005年）
- 興和 （鎮癢劑）（2006年 - 2007年）
- 私的錄音補償金管理協會「sarah」（2006年 - 2007年）
- 雀巢「Kit Kat」（2007年 - ）
- Suntoryfoods「C.C. Lemon」（與、共同演出）拍攝花絮
  - 「上坡 （页面存档备份，存于）」篇（2007年4月17日 - ）
  - 「校內情侶 （页面存档备份，存于）」篇（2007年4月20日 - ）
- 任天堂 DS專用軟件「13歲的Hello Work」
- ASAHI飲料「Mitsuya Cider」（2009年）
- 資生堂「SEA BREEZE」（2009年）
- 京都和服友禪「快到20歲[永久]」篇（2009年 - 2010年）拍攝花絮[永久]
- 農林水產省/ 「建議篇」（2009年 - 2010年）[8]
- CAPCOM（2010年）
- （2010年 - ）
- NEXON「楓之谷」（2010年 - ）
- Choya梅酒（2011年 - ）
- 日清食品（2011年）
- AC Japan「『北乃綺的意思表示』 日本臟器移植網絡支援Campaign」（2011年 - ）
- 大發工業「Tanto Exe」（2012年 - ）
- mobcast（2012年 - ）
- 大正製藥（2012年 - ）
- 天下一品（2015年 - ）

### 電台廣告
- 大修館書店「15之春應援Campaign」（2010年 - ）

### 音樂錄影帶
- BEAT CRUSADERS Video Clip集｢PHANTOMS OF THE PopERA～～｣之『I CAN SEE CLEARLY NOW』

（2005年9月28日發售、DefSTAR RECORDS、DFBL-7073）
- BEAT CRUSADERS ｢I CAN SEE CLEARLY NOW」

（黑膠唱片、初回生產限定盤。2005年9月28日發售、DefSTAR RECORDS、DFKL-2）
- 押尾光太郎「PINK CANDY-the movie-」

（收錄於DVD「COLOR of LIFE -movies-」中。2007年1月17日發售、SME Records、SEBL-64）
- LITTLE（2007年10月10日、BMG JAPAN）
- FUNKY MONKEY BABYS「希望之歌」（2008年11月5日、DREAMUSIC）

### 雜誌
註：這裡只列出在2006年或以前發售的雜誌。要查看完整的列表，請參閱 這裡。

### 其他
- 互聯網
  - COMMING SOON☆INTERVIEW 壓歲錢SP（Gyao、2007年1月5日 - 15日）
  - Talent Databank（Talent Databank、2007年1月1日 - 31日）
  - 北乃綺訪問（motteco書店、2009年5月25日）
  - （全15集）（NTT DoCoMo、BeeTV（日语：BeeTV）、2010年11月1日 - 2011年1月31日）
  - 銀魂-三葉篇-（dTV（日语：dTV (NTTドコモ)）、2017年）飾演沖田三葉
  - 御手洗家、炎上（Netflix、2023年7月13日）飾演 （Claire）[9]
- 手機
  - Still life（au LISMO Channel、2010年4月5日 - 26日）飾演（主演）
  - （au LISMO Channel、2010年8月2日 - 9月27日）飾演永峰涼子
- 寫真集
  - First STEP（共88頁；木村晴、講談社、2007年2月17日發售；ISBN 4-0636-4684-X／ISBN 978-4-0636-4684-9）
  - 北乃模樣（藤代冥砂、WANI BOOKS、2007年5月21日發售；ISBN 978-4-8470-4083-2）
  - （萩庭桂太、講談社、2009年3月15日發售；ISBN 978-4-0636-4761-7）
  - KEY of DREAMS（石川信介、玄光社、2009年7月發售；ISBN 978-4-7683-0285-9）
  - K twenty（藤代冥砂、WANI BOOKS、2011年3月11日發售；ISBN 978-4-8470-4359-8）
- 主要書籍
  - 畢業ALBUM SCHOOL GIRLS 2006~2008 （页面存档备份，存于）（玄光社、2008年8月20日發售；ISBN 978-4-7683-0270-5）
- 卡片類商品
  - 北乃圖鑑（2006年5月26日發售）
- DVD
  - Miss Megazine（VAP、2005年10月21日發售）
  - Oops!（PONY CANYON、2006年3月15日發售）

北乃的第2張DVD，內容為首次到夏威夷時所拍攝的照片等。
  - 北乃日記（WANI BOOKS、2008年6月25日發售）
  - 北歐滯在記『 [Sweden&Denmark]』（講談社、2009年4月22日發售）
- 月曆
  - 2007年月曆（2006年10月發售）
  - 2009年月曆（2008年10月發售）
  - 2010年月曆（2009年10月發售）
- 其他
  - 全國高等學校足球錦標賽 第86回應援經理（2007年）
  - 消防廳、日本損害保險協會 全國火災預防運動形象人物（2008年、海報）
  - 厚生勞動省勞動基準局 勞動保險年度更新手續宣傳模特兒（2008年4月1日 - 5月20日、海報）
  - 警察廳 2008年度警察官採用統一形象人物（2008年、海報）
  - 國土交通省 2008年度都市綠化月間形象人物（2008年10月1日 - 31日、海報）

## 唱片

### 單曲
| 張數 | 名稱                           | 唱片公司 | 發售日期      | 規格及編號                          | 規格及編號   |
| ---- | ------------------------------ | -------- | ------------- | ----------------------------------- | ------------ |
| 1    |                                | avex     | 2010年2月24日 | 12厘米CD+DVD                        | AVCD-31804/B |
| 1    | 12厘米CD                       | avex     | 2010年2月24日 | AVCD-31805                          |              |
| 1    | Debut記念版 （首次生產限量版） | avex     | 2010年2月24日 | AVCD-31806/B                        |              |
| 2    | 花束                           | avex     | 2010年7月21日 | CD+DVD                              | AVCD-31879/B |
| 2    | 花束                           | avex     | 2010年7月21日 | CD                                  | AVCD-31880   |
| 2    | 花束                           | avex     | 2010年7月21日 | CD+PHOTO BOOK （首次生產限量版）    | AVCD-31881   |
| 3    | 絆                             | avex     | 2011年3月2日  | CD+DVD                              | AVCD-48019/B |
| 3    | 絆                             | avex     | 2011年3月2日  | CD                                  | AVCD-48020   |
| 3    | 絆                             | avex     | 2011年3月2日  | CD+PHOTO BOOK （首次生產限量版）    | AVCD-48021   |
| 4    | Darl : orz                     | avex     | 2012年1月18日 | CD+DVD （首次生產限量版）           | AVCD-48274/B |
| 4    | Darl : orz                     | avex     | 2012年1月18日 | CD+DVD                              | AVCD-48275/B |
| 4    | Darl : orz                     | avex     | 2012年1月18日 | CD                                  | AVCD-48276   |
| 5    | 橫顏                           | avex     | 2013年3月20日 | CD+Portrait Book （首次生產限量版） | AVCD-48667   |
| 5    | 橫顏                           | avex     | 2013年3月20日 | CD                                  | AVCD-48668   |
| 5    | 橫顏                           | avex     | 2013年3月20日 | CD （mu-mo限量版）                  | AVZ1-48669   |
| 6    | Raspberry Jam                  | avex     | 2013年6月26日 | CD+會報誌 （首次生產限量版）        | AVCD-48699   |
| 6    | Raspberry Jam                  | avex     | 2013年6月26日 | CD                                  | AVCD-48700   |
| 6    | Raspberry Jam                  | avex     | 2013年6月26日 | CD （mu-mo限量版）                  | AVZ1-48701   |
| -    | CHASE THE SUN                  | avex     | 2013年11月5日 | 有限發布                            | -            |

### 大碟
| 張數 | 名稱 | 唱片公司 | 發售日期      | 規格及編號                                | 規格及編號     |
| ---- | ---- | -------- | ------------- | ----------------------------------------- | -------------- |
| 1    | 心   | avex     | 2011年4月13日 | 特別套裝 CD+DVD+寫真集 （首次生產限量版） | AVCD-38278/B   |
| 1    | 心   | avex     | 2011年4月13日 | CD+DVD                                    | AVCD-38279/B   |
| 1    | 心   | avex     | 2011年4月13日 | CD                                        | AVCD-38280     |
| 2    | K    | avex     | 2016年3月9日  | 2CD+DVD                                   | AVCD-93415/6/B |
| 2    | K    | avex     | 2016年3月9日  | CD                                        | AVCD-93417     |

### 小型專輯
| 名稱             | 唱片公司 | 發售日期      | 規格及編號 | 規格及編號   |
| ---------------- | -------- | ------------- | ---------- | ------------ |
| Can you hear me? | avex     | 2012年3月14日 | CD+DVD 1   | AVCD-38447/B |
| Can you hear me? | avex     | 2012年3月14日 | CD+DVD 2   | AVCD-38448/B |
| Can you hear me? | avex     | 2012年3月14日 | CD         | AVCD-38449   |

### DVD
| 名稱                           | 唱片公司 | 發售日期      | 規格及編號             | 規格及編號 |
| ------------------------------ | -------- | ------------- | ---------------------- | ---------- |
| 想 -北乃綺 First One Man Live- | avex     | 2011年9月28日 | DVD （首次生產限量版） | AVBD-91849 |
| 想 -北乃綺 First One Man Live- | avex     | 2011年9月28日 | DVD （通常版）         | AVBD-91850 |

## 獲獎紀錄
- 2005年
  - Miss Magazine 2005 Grand Prix
- 2007年
  - 第17回東京體育電影大獎新人獎（幸福的餐桌）
- 2008年
  - 第31回日本電影金像獎新人演員獎（幸福的餐桌）

## 關連項目
- Miss Magazine
- FOSTER
- 開運音樂堂

## 外部連結
- 所屬事務所網站中的官方個人資料（日語）
- 北乃綺avex官方網站 （页面存档备份，存于）（日語）
- http://ameblo.jp/kie-kitano/ （页面存档备份，存于） - 官方Blog（自2008年3月15日起啟用）（日語）
  - 舊有官方Blog（日語）
- 藝人資料庫 （页面存档备份，存于）（英文）

| 上一届： 2004 小阪由佳          | Miss Magazine 2005 Grand Prix 北乃綺                      | 下一届： 2006                   |
| 前任： 第2代（2006年） 新垣結衣 | 全國高等學校足球選手權大會 第3代應援經理（2007年） 北乃綺 | 繼任： 第4代（2008年） 逢澤莉娜 |